# Jaime Hill Argüello
Jaime Hill Argüello (1937 - 22 de marzo de 2023) fue un empresario y filántropo salvadoreño, fundador de la Fundación Antidrogas de El Salvador (Fundasalva). 

## Biografía
Padre de la actual ministra de Relaciones Exteriores de El Salvador, Alexandra Hill Tinoco.
En octubre de 1979, Hill Argüello fue secuestrado por un comando armado del Ejército Revolucionario del Pueblo (ERP), siendo liberado meses después tras el pago de un rescate y el cumplimiento de exigencias por parte de la familia. Años después de su liberación, conoció a sus secuestradores a quienes perdonó el agravio dejando con ello también de lado el repudio que les tenía.
Hill Argüello se desempeñó durante su vida en importantes cargos empresariales y públicos. Fue concejal en la alcaldía de San Salvador entre 2015 y 2018 durante la administración del actual presidente Nayib Bukele.
Hill Argüello falleció el 22 de marzo de 2023 a los 85 años. Fue enterrado en el cementerio de Santa Isabel en Santa Ana. 
Desde 1989, Fundasalva ha desarrollado diversos modelos de prevención integral de la drogadicción y otras conductas nocivas para la sociedad y ha impulsado acciones de atención psicológica, educativa y social, mediante programas de tratamiento, rehabilitación y reinserción, bajo las modalidades ambulatoria y residencial de atención.